# Distrito de Saale-Orla
El Distrito de Saale-Orla (en alemán: Saale-Orla-Kreis) es un Landkreis (distrito) ubicado al sudoeste del estado federal de Turingia (Alemania). La capital del distrito recae administrativamente sobre la ciudad de Schleiz.

## Geografía
Los territorios vecinos al norte son el Distrito de Saale-Holzland, al noroeste el Distrito de Greiz, al sudoeste el distrito del estado de Sajonia denominado Vogtlandkreis, al sur el distrito del estado de Baviera Hof, al sudeste igualmente de Baviera el Distrito de Kronach y al oeste el Distrito de Saalfeld-Rudolstadt. A través del territorio fluyen algunos ríos como el Saale y el Orla. En el distrito de Saale-Orla se encuentra el Plothener Teiche.

## Composición del distrito

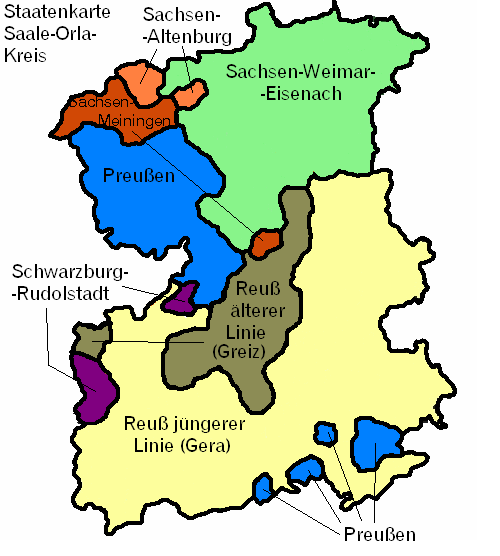
Mapa histórico hasta 1922

(Habitantes a 30 de junio de 2006)
| 1. Bad Lobenstein (6.902) 2. Gefell (2.811) 3. Hirschberg (2.522) 4. Neustadt an der Orla ² (8.733) 5. Pößneck (13.394) 6. Ranis ¹ (1.945) 7. Saalburg-Ebersdorf (3.987) 8. Schleiz (9.012) 9. Tanna (4.063) 10. Triptis ¹ (4.023) 11. Wurzbach (3.766) 12. Ziegenrück ¹ (778) | 1. Krölpa (3.130) 2. Remptendorf, (4.107) 1. Burgk (103) La ciudad de Neustadt an der Orla se rellena con los siguientes municipios: 1. Breitenhain (167) 2. Kospoda (450) 3. Linda b. Neustadt an der Orla (402) 4. Stanau (150) |

### Agrupaciones administrativas
| 1. Verwaltungsgemeinschaft Oppurg 1. Bodelwitz (626) 2. Döbritz (208) 3. Gertewitz (181) 4. Grobengereuth (234) 5. Langenorla (1.488) 6. Lausnitz (352) 7. Nimritz (328) 8. Oberoppurg (194) 9. Oppurg (1.307) 10. Quaschwitz (75) 11. Solkwitz (73) 12. Weira (420) 13. Wernburg (755) 2. Verwaltungsgemeinschaft Ranis-Ziegenrück 1. Crispendorf (449) 2. Eßbach (252) 3. Gössitz (347) 4. Keila (101) 5. Moxa (93) 6. Paska (131) 7. Peuschen (508) 8. Ranis, Stadt (1.945) 9. Schmorda (89) 10. Schöndorf (296) 11. Seisla (165) 12. Wilhelmsdorf (242) 13. Ziegenrück, ciudad (778) 3. Verwaltungsgemeinschaft Saale-Rennsteig 1. Birkenhügel (454) 2. Blankenberg (1.138) 3. Blankenstein (977) 4. Harra (940) 5. Neundorf bei Lobenstein (694) 6. Pottiga (465) 7. Schlegel (388) | 4. Verwaltungsgemeinschaft Seenplatte 1. Bucha (96) 2. Chursdorf (215) 3. Dittersdorf (225) 4. Dragensdorf (66) 5. Dreba (284) 6. Görkwitz (315) 7. Göschitz (277) 8. Kirschkau (244) 9. Knau (719) 10. Löhma (314) 11. Moßbach (436) 12. Neundorf (308) 13. Oettersdorf (870) 14. Plothen (313) 15. Pörmitz (221) 16. Tegau (421) 17. Volkmannsdorf (312) 5. Verwaltungsgemeinschaft Triptis 1. Dreitzsch (462) 2. Geroda (272) 3. Lemnitz (415) 4. Miesitz (322) 5. Mittelpöllnitz (328) 6. Pillingsdorf (176) 7. Rosendorf (177) 8. Schmieritz (423) 9. Tömmelsdorf (143) 10. Triptis, Stadt (4.023) |